# Гостра сила
Гостра сила (англ. sharp power) - форма зовнішньополітичної діяльності, що передбачає використання засобів маніпулювання громадською думкою в інших країнах і спрямована на підрив їхніх політичних систем. Термін "гостра сила" застосовується до авторитарних режимів і може охоплювати зусилля країни щодо впливу на політичну обстановку та інформаційне поле демократичних країн з метою введення громадськості в оману, обмеження свободи слова, приховування або відволікання уваги від негативної інформації про свою країну за кордоном.

## Історія
У листопаді 2017 року Національний фонд підтримки демократії (NED) ввів термін "гостра влада", який використовується вже з 19 століття, в статті, опублікованій у журналі Foreign Affairs. В цій статті описується агресивна та дестабілізуюча політика, що використовується авторитарними режимами для прояву своєї державної влади в демократичних країнах. Ця політика є унікальною і не може бути визначена як "жорстка" чи "м'яка сила".
У своїй статті NED конкретно наводить приклади різкої влади, зокрема російську державну мережу новин RT, яку фінансує держава, і спонсорований державою китайський Інститут Конфуція. За даними NED, автократичні режими можуть не обов'язково намагатися "завоювати серця та розуми" (що є загальною концепцією "м'якої сили"), але вони, безсумнівно, прагнуть маніпулювати своєю цільовою аудиторією, спотворюючи інформацію, яка до них потрапляє.
З початку 2018 року, термін "гостра сила" активно вживається в новинах, обговореннях у наукових кругах та обговореннях у Конгресі. Цю фразу також використовували представники Комуністичної партії Китаю для відхилення звинувачень Заходу щодо використання їх країною гострої влади.

## Огляд
Гостра сила включає в себе можливість однієї країни маніпулювати і впливати на інформацію, про себе у ЗМІ та освітніх системах іншої країни з метою вводити в оману або розділяти громадську думку в цільовій країні. Це також може використовуватися для замаскування або відволікання уваги від негативної інформації про себе.
Гостра сила, як описує Крістофер Волкер, «використовує асиметрію між вільними та невільними системами, дозволяючи авторитарним режимам не тільки обмежувати свободу вираження поглядів, але й спотворювати політичне середовище в демократичних країнах. Водночас вона захищаючи свої внутрішні публічні сфери від демократичних закликів, що приходять з-за кордону.» 
Політика "м'якої сили" може включати студентські обміни та спонсорство культурних і спортивних заходів. Гостра сила відрізняється від м'якої сили, яка є привабливою політикою, що створює позитивне враження про одну країну і сприяє кращому взаєморозумінню з іншою країною, зрештою, щоб впливати на рішення іншої країни шляхом переконання. Жорстка сила також відрізняється від жорсткої сили, яка є політикою примусу, що проводиться однією країною з метою змусити іншу країну вжити заходів або змінити свої рішення. Жорстка сила може включати військову силу, економічні санкції та дипломатичні погрози.
Гостра сила часто має цифровий компонент. Зокрема, китайські спроби використовувати гостру силу проводяться майже виключно в онлайн-середовищі.

## Дивись також
- М'яка сила
- Жорстка сила
- Розумна потужність
- Проекція потужності
- Влада (міжнародні відносини)
- Влада (соціальна та політична)
- Зловживання владою та контролем
- Політична війна
- Психологічна війна і пропаганда
- Активні заходи
- Дипломатія заручників

## зовнішні посилання
- «Від «м'якої сили» до «гострої сили»: перегляд концептуального словника». Національний фонд підтримки демократії . 8 грудня 2017 р. https://www.ned.org/sharp-power-rising-authoritarian-influence-forum-report/
- «Рубіо очолює слухання в Комісії Китаю щодо експорту Пекіном авторитаризму». Сенатор Марко Рубіо (13 грудня 2017 р.). https://www.youtube.com/watch?v=0H4OuSJVHdQ&t=10m58s
- «Сонячне світло проти підривної діяльності: що робити з «гострою силою» Китаю». The Economist (14 грудня 2017). https://www.economist.com/leaders/2017/12/14/what-to-do-about-chinas-sharp-power
- «Гостра та м’яка сила Китаю». The Stimson Center (31 травня 2018). https://www.youtube.com/watch?v=6Dx8aBAhaUw&t=29m11s
- «Серія Sharp Power and Democratic Resilience» (18 червня 2021 р.). https://www.ned.org/sharp-power-and-democratic-resilience-series/